# Gerygone magnirostris
El gerigón picudo (Gerygone magnirostris) es una especie de ave Passeriformes del género Gerygone, que pertenece a la Superfamilia Meliphagoidea (familia de los Pardalotidae, perteneciente a la subfamilia Acanthizidae).

## Subespecies
- Gerygone magnirostris affinis
- Gerygone magnirostris brunneipectus
- Gerygone magnirostris cairnsensis
- Gerygone magnirostris cobana
- Gerygone magnirostris conspicillata
- Gerygone magnirostris magnirostris
- Gerygone magnirostris mimikae
- Gerygone magnirostris occasa
- Gerygone magnirostris onerosa
- Gerygone magnirostris proxima
- Gerygone magnirostris rosseliana
- Gerygone magnirostris tagulana

## Localización
Es una especie de ave endémica de Australia.